# Elezioni federali in Canada del 1980
Le elezioni federali in Canada del 1980 si tennero il 18 febbraio per il rinnovo della Camera dei comuni.

## Risultati
| Liste                                             | Voti       | %     | Seggi |
| ------------------------------------------------- | ---------- | ----- | ----- |
| Partito Liberale del Canada                       | 4 855 425  | 44,34 | 147   |
| Partito Conservatore Progressista del Canada      | 3 552 994  | 32,45 | 103   |
| Nuovo Partito Democratico                         | 2 165 087  | 19,77 | 32    |
| Partito del Credito Sociale del Canada            | 185 486    | 1,69  | –     |
| Partito Rinoceronte                               | 110 597    | 1,01  | –     |
| Partito Comunista del Canada (Marxista-Leninista) | 14 728     | 0,13  | –     |
| Partito Libertariano del Canada                   | 14 656     | 0,13  | –     |
| Unione Popolare                                   | 14 474     | 0,13  | –     |
| Partito Comunista del Canada                      | 6 022      | 0,05  | –     |
| Indipendenti                                      | 14 472     | 0,13  | –     |
| Altri                                             | 15 595     | 0,14  | –     |
| Totale                                            | 10 949 536 | 100   | 282   |